# MSV Duisbourg
 (mai 2020).
Si vous disposez d'ouvrages ou d'articles de référence ou si vous connaissez des sites web de qualité traitant du thème abordé ici, merci de compléter l'article en donnant les références utiles à sa vérifiabilité et en les liant à la section « Notes et références ».
Actualités
Le Meidericher SV Duisburg, couramment abrégé MSV Duisburg, est un club de football allemand, fondé le 2 juin 1902 et basé à Duisbourg.

## Repères historiques
- 1902 : fondation du club sous le nom de Meidericher Spiel-Verein
- 1905 : fusion avec le Viktoria Meiderich en Meidericher Sportverein
- 1908 : le club est renommé Meidericher Spielverein
- 1919 : fusion avec le Meidericher Turnverein 1880 en Meidericher Turn- und Spielverein 1880
- 1924 : révocation de la fusion, le club est renommé Meidericher Spielverein
- 1967 : le club est renommé MSV Duisburg
- 1975 : 1re participation à une Coupe d'Europe (C3, saison 1975/76)
- 2014 : fondation de la division féminine

## Histoire

### Premières années
Le club est fondé en 1902 sous le nom de Meidericher Spiel-Verein, représentant la ville de Meiderich, qui est devenue un quartier de Duisbourg en 1905. En 1905, il absorbe le club Sportclub Viktoria Meiderich (fondé en 1903). En 1967, il prend le nom actuel et devient le club le plus populaire de la ville.
Si Duisbourg a toujours été une équipe compétitive, le vrai succès leur a échappé jusqu'à présent. Au début de leur histoire, ils remportent un certain nombre de championnats locaux et ont même connu deux saisons invaincues (1913-1914) alors qu'ils ont marqué 113 buts pour 12 buts encaissés. En 1929, ils remportent le premier championnat de Niederrhein et se qualifient pour la première fois pour les épreuves du championnat national, répétant l'exploit en 1931.
Pendant la Seconde Guerre mondiale, le club a cessé son activité, mais reprit du service à la fin de la guerre et devient champion de la ville en 1946. En 1951, Duisbourg est promu en première division de l'Oberliga West avec sa première place en 2. Oberliga West. L'Oberliga West est à l'époque la division la plus compétitive du football allemand et, à l'exception de la saison 1954-55, Duisburg y joue en première division jusqu'à la formation de la Bundesliga.

### Entrée en Bundesliga
Le bon niveau du club lui permet de figurer parmi les 16 premières équipes de la nouvelle ligue professionnelle allemande, la Bundesliga, en 1963. Cette première saison est sa plus grande réussite puisqu'il termine deuxième, derrière le 1. FC Cologne. Les "Zèbres" passent près de 20 ans dans la ligue supérieure avant de descendre en 2. Bundesliga en 1982-83, puis devenir l'une des "équipes d'ascenseurs" du football allemand, du nom de leurs fréquents mouvements de haut en bas d'une division à l'autre. Malgré cela, ils ont réussi huit autres saisons en Bundesliga pendant deux décennies et demie.

### Une équipe ascenseur
Le MSV Duisburg remporte la promotion en Bundesliga pour la saison 2007-08 grâce à une troisième place de 2. Bundesliga, derrière le Karlsruher SC et Hansa Rostock. Duisburg bat Rot-Weiss Essen lors de la dernière journée de la saison, 3-0, ce qui lui a permis de se qualifier pour la cinquième fois en deux décennies, tout en reléguant Essen. Cependant, le club s'est mal tiré d'affaire en première division et est de nouveau relégué en terminant à la 18e place. En 2008-09, il se concentre sur la remontée, mais bien qu'il n'ait perdu sous la direction de son nouvel entraîneur Peter Neururer que deux fois et qu'il n'ait pas été battu en 12 matches depuis son entrée en fonction, il manque la promotion. Au cours de la saison suivante 2009-2010, après une lourde défaite 0-5 dans le DFB-Pokal contre le FC Augsbourg, Neururer est licencié. Le 2 novembre 2009, Milan Šašić est présenté comme nouveau coach. Le Croate est devenu le troisième entraîneur étranger dans l'histoire du club. Il termine la saison comme la précédente, sixième du classement.
En 2010-11, le MSV Duisburg  atteint de façon surprenante sa quatrième finale du DFB-Pokal - après 1966, 1975 et 1998 - où iljoue contre Schalke 04. Le MSV Duisburg concède une défaite précoce et le match se termine sur un score de 5-0 en faveur de Schalke.
Après avoir été rétrogradé en 3. Liga en 2013, Duisbourg est promu en 2. Bundesliga pour la saison 2015-16. L'équipe se classe 16e et perd les séries éliminatoires, mais termine 3e en 2016-2017.

## Palmarès
- Championnat d'Allemagne :
  - Vice-champion : 1964

- Coupe d'Allemagne :
  - Finaliste : 1966, 1975, 1998 et 2011

- Championnat d'Allemagne de deuxième division :
  - Vice-champion : 1991, 1993 et 2005

## Joueurs et personnalités du club

### Entraîneurs
Le tableau suivant présente la liste des entraîneurs du club depuis 1869.
| Rang | Nom               | Période   |
| ---- | ----------------- | --------- |
| 1    | Hermann Lindemann | 1955–1957 |
| 2    | Rudi Gutendorf    | 1963–1965 |
| 3    | Wilhelm Schmidt   | 1965      |
| 4    | Hermann Eppenhoff | 1965–1967 |
| 5    | Gyula Lóránt      | 1967-1968 |
| 6    | Robert Gebhardt   | 1968-1970 |
| 7    | Rudolf Fassnacht  | 1970-1973 |
| 8    | Willibert Kremer  | 1973-1976 |
| 9    | Rolf Schafstall   | 1976      |
| 10   | Otto Knefler      | 1976-1977 |
| 11   | Carl-Heinz Rühl   | 1977-1978 |
| 12   | Rolf Schafstall   | 1978-1979 |

| Rang | Nom                | Période   |
| ---- | ------------------ | --------- |
| 13   | Heinz Höher        | 1979-1980 |
| 14   | Friedhelm Wenzlaff | 1980-1981 |
| 15   | Kuno Klötzer       | 1981-1982 |
| 16   | Siegfried Melzig   | 1982-1983 |
| 17   | Luis Zacarías      | 1983-1985 |
| 18   | Günter Preuß       | 1985      |
| 19   | Helmut Witte       | 1985-1986 |
| 20   | Friedhelm Vos      | 1986      |
| 21   | Detlef Pirsig      | 1986-1989 |
| 22   | Willibert Kremer   | 1989-1992 |
| 23   | Uwe Reinders       | 1992-1993 |
| 24   | Ewald Lienen       | 1993-1994 |

| Rang | Nom                     | Période   |
| ---- | ----------------------- | --------- |
| 25   | Hans Bongartz           | 1994-1996 |
| 26   | Friedhelm Funkel        | 1996-2000 |
| 27   | Josef Eichkorn          | 2000      |
| 28   | Wolfgang Frank          | 2000      |
| 29   | Josef Eichkorn          | 2000-2001 |
| 30   | Pierre Littbarski       | 2001-2002 |
| 31   | Bernard Dietz (intérim) | 2002-2003 |
| 32   | Norbert Meier           | 2003-2005 |
| 33   | Heiko Scholz (intérim)  | 2005      |
| 34   | Jürgen Kohler           | 2006      |
| 35   | Heiko Scholz (intérim)  | 2006      |
| 36   | Rudi Bommer             | 2006-2008 |

| Rang | Nom                    | Période   |
| ---- | ---------------------- | --------- |
| 37   | Heiko Scholz (intérim) | 2008      |
| 38   | Peter Neururer         | 2008-2009 |
| 39   | Uwe Speidel (intérim)  | 2009      |
| 40   | Milan Šašić            | 2009-2011 |
| 41   | Oliver Reck            | 2011-2012 |
| 42   | Ivica Grlić (intérim)  | 2012      |
| 43   | Kosta Runjaić          | 2012-2013 |
| 44   | Karsten Baumann        | 2013-2014 |
| 45   | Gino Lettieri          | 2014-2015 |
| 46   | Ilia Grouev            | 2015-2018 |
| 47   | Torsten Lieberknecht   | 2018-2020 |
| 48   | Gino Lettieri          | 2020-2021 |

| Rang | Nom                    | Période   |
| ---- | ---------------------- | --------- |
| 49   | Pavel Dotchev          | 2021      |
| 50   | Uwe Schubert (intérim) | 2021      |
| 51   | Hagen Schmidt          | 2021-2022 |
| 52   | Torsten Ziegner        | 2022-2023 |
| 53   | Boris Schommers        | 2023-     |

### Joueurs emblématiques
- Ahn Jung-hwan
- Mamadou Diallo
- Bernard Dietz
- Iulian Filipescu
- Mihai Tararache
- Abdelaziz Ahanfouf
- Rachid Azzouzi
- Thomas Gill
- Tom Starke
- Ditmar Jakobs
- Kurt Jara
- Søren Larsen
- Lubomir Moravcik
- Helmut Rahn
- Michael Tarnat
- Olivier Veigneau
- Sandro Wagner
- Ronald Worm